# Japan LifeStyle
Japan LifeStyle（ジャパンライフスタイル）は、Anime Manga Presseが出版、フランスで発売されている日本のポップカルチャー情報誌である。公式略称はJLS。創刊は2008年11月。

## 概要
パリでは、アニメや漫画を機軸にした最大級のイベント「Japan Expo」が2000年から毎年7月に開催されており、2008年には4日間で延べ134,000人の入場者数を記録するなど、アニメや漫画を中心とした日本文化への関心が高まっている。そのような時代背景の下、フランス初のアニメ・漫画雑誌であるAnimeland（1991年創刊）の出版元であるAnime Manga Presseが、2008年に、日本に興味を持つ若年層の女性を対象とした雑誌として本誌を創刊した。2010年3月時点の発行部数は35,000部であるという。
表紙には日本の芸能人や漫画の登場キャラクターを起用。アニメと原宿ファッションを二大柱とし、他にも漫画（漫画家を含む）、映画、ゲーム、芸能人やミュージシャン、コスプレ（衣装製作を含む）、流行などの、日本のポップカルチャーを主な掲載内容としている。日本に関連するミュージシャンに対するインタビューも毎号掲載されるほか、付録としてポスターやコスプレ衣装用の型紙も付けられている。なお、本誌で紹介されたコスプレ衣装の型紙は、公式サイト上でダウンロード可能となっている。